# Songket

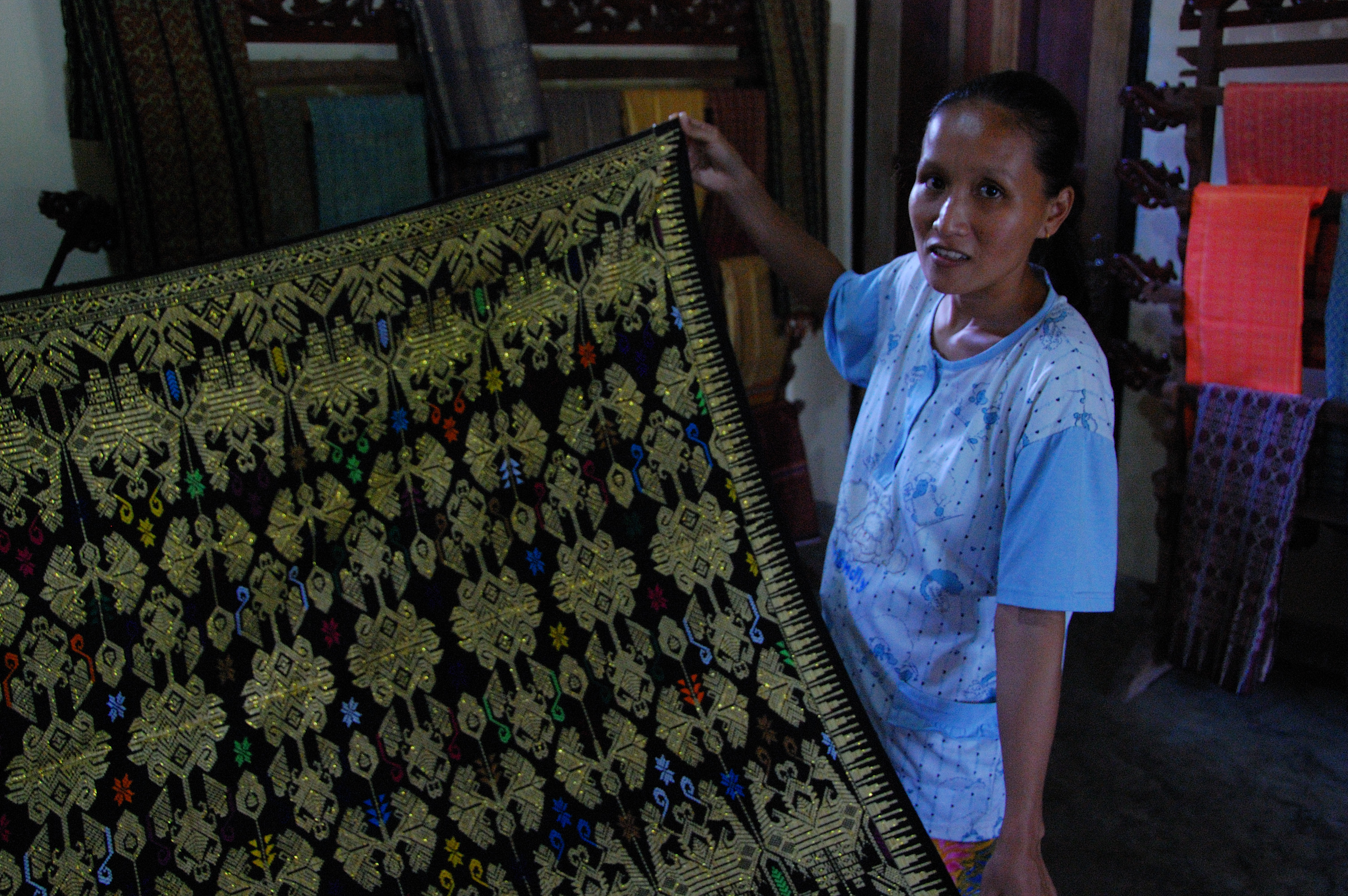
Songket tradicional

Songket é um tecido que pertence à família dos brocados da Indonésia, Malásia e Brunei. É feito à mão em seda ou algodão e modelado com ouro ou prata. Os fios metálicos destacam-se contra o pano de fundo para criar um efeito cintilante. No processo de tecelagem, os fios metálicos são inseridos entre a seda ou algodão de trama (latitude) numa técnica chamada trama suplementar de tecelagem.

## Etimologia
O termo songket vem da palavra malaia sungkit, que significa "ligar". O termo é relacionado ao método de se fazer songket, no qual se perfura e se apanha um grupo de linhas e, em seguida, desliza-se o ouro nele. Outra teoria sugere que o termo foi formado a partir da combinação de dois termos: tusuk (picada) e cukit (escolha), combinados como sukit, modificados à forma sungki e, finalmente, à palavra songket. Alguns dizem que a palavra songket deriva de songka, um chapéu de Palimbão no qual fios de ouro foram tecidos pela primeira vez.

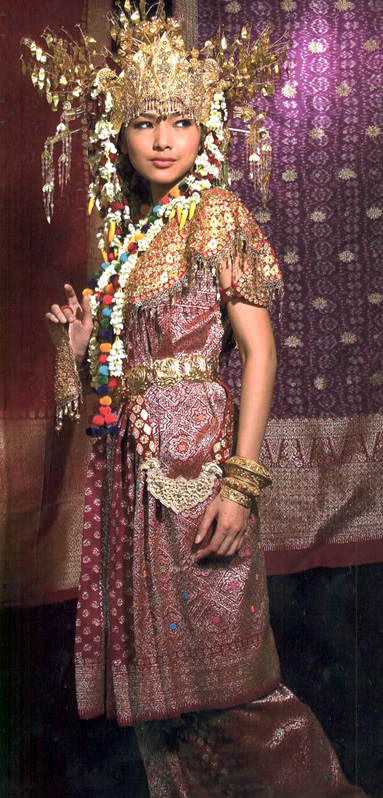
Mulher indonésia vestida com songket em Palimbão

Em indonésio menyongket significa "bordar com fios de ouro ou prata". Songket é um produto de luxo tradicionalmente usado em ocasiões cerimoniais, como o sarong, com panos de ombro ou laços de cabeça e tanjak. A vestimenta fora usada nas cortes dos Reinos em Sumatra, especialmente na Serivijaia, fonte e origem da cultura malaia no sudeste da Ásia. Na era do Império Serivijaia, songkets também eram tradicionalmente usados como um acessório de vestimenta pelas famílias reais em Sumatra, na Península Malaia e nos sultanatos de Pattani, Kelantan e Terengganu, além de seu uso ser bem frequente nos sultanatos de Medan, Serdang, Palembang e Jambi. Tradicionalmente, as mulheres são as tecelãs de songket, no entanto, na atualidade, homens também são responsáveis por tecê-lo.
O songket é conhecido por nomes diversos nas línguas indonésias.  É conhecido como songket em Sumatra, na península malaia, em Bali e em Java. Recebe o nome songke em Manggarai, Flores, e em Bima, Sumbava. O povo Karo, de Sumatra Setentrional, chama-lhe jongkit. Em Ternate, Maluku, chamam-lhe suje, enquanto em Sarauaque seu nome é pileh.